# Iglesia de Santa Bárbara (Maracaibo)
La Iglesia Santa Bárbara, llamada como "Parroquia Eclesiástica de Santa Bárbara y Santuario de la Inmaculada Concepción", es un templo parroquial católico ubicado en el Casco Histórico de la ciudad de Maracaibo, enmarcado en el Paseo Los Libertadores, en el estado Zulia de Venezuela. Fue construido en el siglo XIX, de estilo neogótico y neoclásico, originalmente se trataba de una ermita que ya existía para el año 1583, y que en 1618 comenzaría a reconstruirse hasta tomar la forma de una capilla que se mantuvo hasta 1862, cuando nuevamente es reconstruida dándole el aspecto que presenta en la actualidad, con algunas reformas realizadas en el siglo XX. Se trata de la edificación con la historia más dinámica y controversial de todos los templos de la ciudad, debido a los conflictos ocasionados por su titularidad, en los cuales intervinieron desde humildes sacerdotes, frailes capuchinos, una feligresía de las más activas, obispos, hasta el propio Rey de España y varios Pontífices. Cuenta con un órgano de tubo de estilo neogótico, fabricado en Francia y actualmente en desuso; guarda además, el acta de defunción del poeta Udón Pérez. Es uno de los templos más emblemáticos de la ciudad, tanto por la historia que lo rodea, como por el culto a Santa Bárbara y a la Inmaculada Concepción, devociones ambas de gran arraigo, que forman parte de la historia tradicional y fe popular del pueblo marabino. El 2 de agosto de 1960 fue declarado como patrimonio cultural del estado Zulia.

## Historia

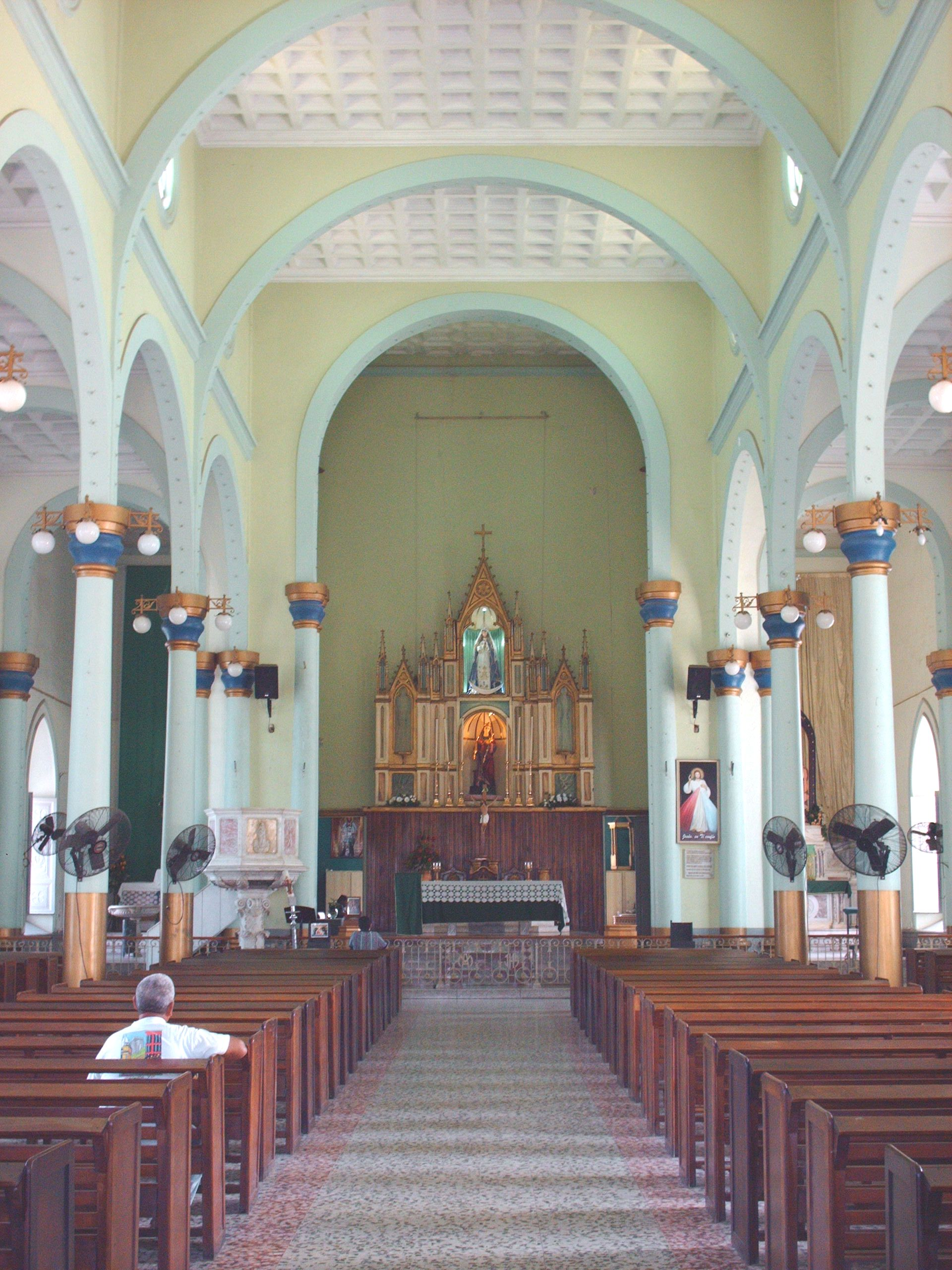
Interior de la Iglesia de Santa Bárbara.

Sus orígenes parecen remontarse casi a la misma época de una de las tres fundaciones de la ciudad, probablemente a la correspondiente en 1574 a Pedro Maldonado, quien la denominó Nueva Zamora de Maracaibo en honor al gobernador Mazariegos, nativo de la ciudad de Zamora en España. Se sabe que para el año 1583 ya existía una ermita construida por la milicia armada española de Maracaibo, la cual es mencionada por Mons. Fray Juan Manzanillo el 6 de octubre de dicho año, en un documento donde aprueba unas constituciones de los Hermanos Cofrades de la Santa Vera-Cruz y Santo Cristo de la Parroquia de San Sebastián, en la que se refiere en el sexto y décimo artículo, a que dicha ermita medía 32 varas de largo y 10 de ancho, fuera de paredes, y dedicada a Santa Bárbara, patrona de los artilleros. En el año 1618, se comienza a reconstruir dicha ermita, que coincide con la etapa final del gobierno del coronel Don Francisco de Rocha. Esta iniciativa la tomó el sargento Gregorio Padilla, debido al abandono en el que se encontraba, y con el deseo de que se le rindiera culto a la Santísima Virgen bajo la advocación de Madre de Dios de la Caridad, sin embargo, no pudo terminarla, dejando construida solamente la bóveda de cañón de la ahora Capilla. Para el año 1743, el Pbro. Carlos Corzo, a su muerte, dona sus bienes personales a la obra, con el fin de cubrir las deudas que implicaba su construcción, para ese entonces, ya la capilla tenía un Altar Mayor, otro altar del lado del Evangelio dedicado al Divino Niño Jesús y otro del lado de la Epístola, dedicado a Madre de Dios de la Caridad.

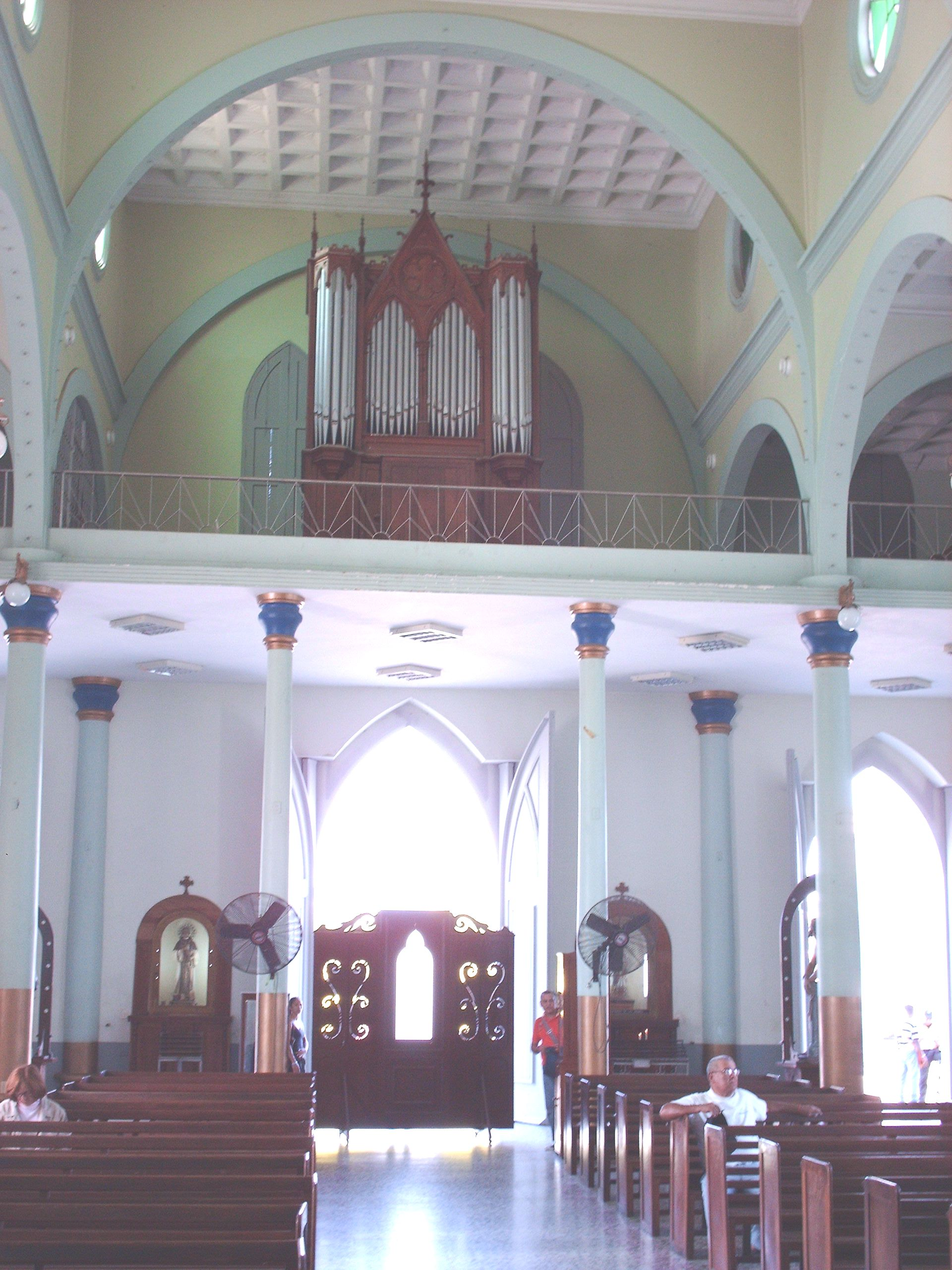
Interior de la Iglesia de Santa Bárbara.

Para julio de 1747 llega a Maracaibo el Reverendo Padre Fray Justo de Valencia, de los Franciscanos Capuchinos de Navarra, quienes se les confió la misión de promover el culto y la devoción a la Inmaculada Concepción de María Santísima, y el establecimiento de una cofradía dedicada a dicha devoción. Los frailes se encontraban asentados detrás de la capilla de Santa Bárbara, por lo que pensaron que este podría ser el templo adecuado para dedicarlo a la Inmaculada Concepción, es aquí entonces cuando comienzan a darse los conflictos entre la Obra Pía de Santa Bárbara y la Congregación de la Inmaculada Concepción acerca de la titularidad del Templo. El 15 de mayo de 1750 el Papa Benedicto XIV, mediante un breve diligenciado por los frailes capuchinos, decreta la erección de la Congregación para el culto de la Purísima Concepción de Maria Santísima en esta Capilla de Santa Bárbara. Fray Andrés de los Arcos, comisario de misión de los capuchinos de Navarra en la provincia de Maracaibo, intercede ante el rey de España, quien por Real cédula, el 16 de septiembre de 1756 coloca bajo su protección y amparo a la Congregación de la Inmaculada Concepción y ordena a las autoridades civiles y eclesiásticas, no evitar el funcionamiento de la asociación; dicha orden fue ejecutada por el Obispo de Caracas, Don Diego Antonio Mandroreiro, quien hizo acatar la orden del Rey mediante un auto fechado en Caracas el 18 de noviembre de 1757. Al conceder el permiso, el Papa nombró a Fray Justo como director perpetuo de esta Congregación y, a la muerte de éste, a quien desempeñara la función de Prefecto de la Misión de Capuchinos en Maracaibo.
Valencia concluye la reconstrucción iniciada por el sargento Padilla, quedando la estructura compuesta por una sola nave, midiendo trece y media varas castellanas por fachada, y treinta y cuatro y un cuarto de largo, el presbiterio era separado de la nave por un arco. Contaba para entonces con cinco altares, un púlpito de madera tallado de manera muy regular, con exquisitas molduras, por lo cual fue bastante admirado y utilizado casi dos siglos después, y estaba situado entre el altar de la Santísima Trinidad y el arco toral, al bajar las escaleras del presbiterio. Poseía un coro situado a la entrada del Templo, una gran puerta central al frente y dos a los lados de manera simétrica, además, dos entramados en madera que permitían el acceso de la luz al presbiterio y a la sacristía, al lado sur. El campanario era un paredón que continuaba junto a la fachada y albergaba dos grandes campanas. El patio, como era costumbre en aquella época, sirvió de cementerio durante muchos años. En la visita realizada por Mons. Mariano Martí, Obispo de Venezuela, a la Capilla de Santa Bárbara, nos la describe así: “Esta capilla fue visitada a 15 de septiembre de 1774. está situada en el sitio que llaman El Calvario; su fábrica material es de cáñamo cubierta de teja sobre obra limpia…, … tiene dicha capilla tres puertas, la principal que cabe a una plazuela corta circundada de casas, y de las colaterales, la una cahe a la pared norte en que ay dicho pedazo de plazuela, y la otra al sur donde esta el cementerio cercado de paredes de cal y canto de 2 1/3 varas de ancho con una puerta que mira al oeste, dicho cementerio tiene de longitud 37 varas y 18 ¾ de latitud y el otro cementerio cercado mira al norte, se haya sin cerca tienen 20 ½ varas y de fondo 36 ½… (sic)“ .

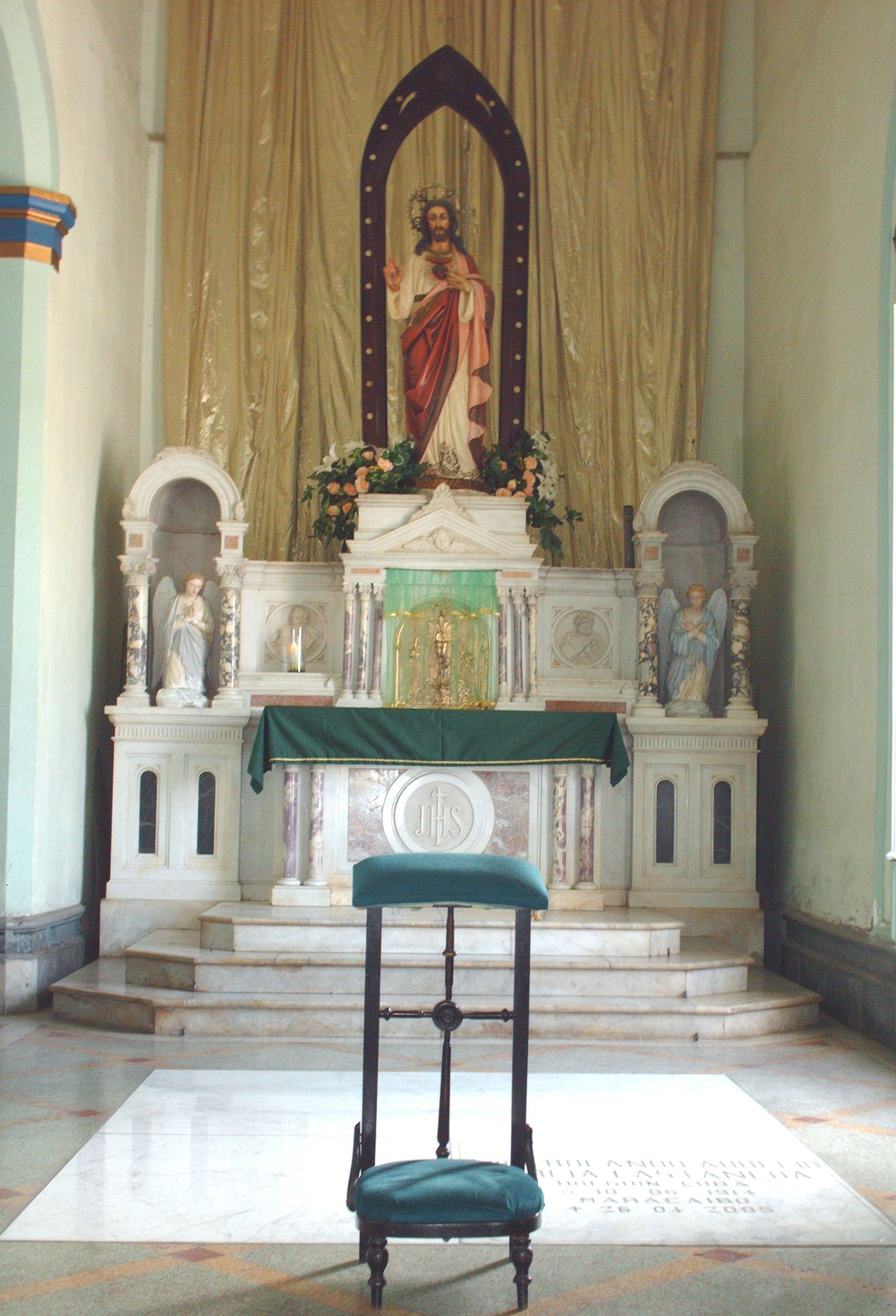
Iglesia de Santa Bárbara. Altar izquierdo dedicado al Sagrado Corazón de Jesús.

Para el siglo XIX, Maracaibo no tenía diócesis como tal, por lo que dependía de la diócesis de Mérida, gobernada entonces por el Obispo Santiago Hernández Milanes. Es el 6 de junio de 1806, cuando se erige el templo como Parroquia de Santa Bárbara, separándola del territorio Parroquial de San Sebastián, que posteriormente sería la Catedral de San Pedro y San Pablo de la entonces Diócesis del Zulia. Esta erección llevó a resolver la discordia existente acerca de su titularidad. La separación fue solicitada por el párroco de turno, afirmando que era imposible de atender a una población de 22 000 habitantes, de los cuales 5000 eran esclavos. Ya en 1810 se registraban bautizos y matrimonios. En 1812 se nombra a la Purísima como Patrona. En 1862, al Pbro. José Antonio Rincón, segundo párroco del templo, se le otorgó el permiso de la Diócesis de Mérida de Maracaibo, para demoler la capilla y construir un templo nuevo cubierto por fondos suministrados tanto por la población, como por la donación del diez por ciento del cobro de impuestos por ejidos del Consejo Municipal de Maracaibo para ese año, trato que acordó el sacerdote con el gobernador José Antonio Serrano. Tras la muerte de Rincón, fue nombrado como tercer párroco el Pbro. Joaquín Piña, en el año 1867, quien vio finalizada la obra, bendiciendo la nave central y el altar mayor en 1877 y el baptisterio en 1881, quedando terminada oficialmente en el año 1888; los trabajos fueron encargados al ingeniero cubano Manuel Ovando y al arquitecto Manuel B. Noriega, utilizando el estilo neogótico, con un absidiolo en la nave lateral derecha y tres altares, el mayor dedicado a Santa Bárbara y a la Inmaculada Concepción, el derecho a El Sagrario y el izquierdo al Corazón de Jesús. Piña durante su actuación en el templo, demostró su interés en mejorarla y dotarla de valores estéticos, realizando un viaje a Europa donde adquirió esculturas, adornos y bienes muebles que hoy en día siguen formando parte de la edificación. Finalmente, el 1 de enero de 1952 toma posesión de la Parroquia el Pbro. Mariano José Parra León, que continúa los trabajos de remodelación que se iniciaron y concluyeron en 1957. Parra León incluyó la demolición del techo de teja, columnas de madera y pisos, sustituyéndolos por un techo y columnas de concreto armado y pisos de granito. Las ventanas de madera de las naves laterales se sustituyeron por ventanas metálicas de romanilla. Se taparon los ojos de buey de la construcción original, se hicieron los tragaluces de la nave central, y se construyó el nicho y Altar del Calvario. Fue consagrada el 8 de febrero de 1958 por Mons. José Alí Lebrún Moranitos. En 2008 se hicieron excavaciones detrás de la estructura, hallándose restos de cerámica indígena, trozos de vidrios semi-industriales que datan desde los años 1600 a 1800, un fogón y trozos de terracota de las casas de la Maracaibo colonial. Entre 2011 y 2012 se hicieron arreglos en el exterior del Templo, por parte de la Gobernación del estado y la Alcaldía del Municipio, que incluyó el remozado de las fachadas y la instalación de una nueva iluminación escenográfica, asimismo, la completa remodelación de la plaza en la que se encuentra ubicado el Templo, ahora perteneciente al Paseo Los Libertadores (antiguo Ciencias).

## Exterior
Presenta dos portadas en la fachada de cabecera, una en la fachada norte, otra al sur y la última del este.
- Fachada oeste a la avenida Páez
  - Portada Principal: Compuesta por dos cuerpos, divididos en tres calles por pilastras de niveles decoradas con las figuras de arcos lobulados. En el primer cuerpo se abren tres puertas en madera de dos hojas, la central de mayor tamaño que las laterales, enmarcadas en arcos ojivales que se encuentran decorados por molduras y detalles propios del estilo. Sobre la puerta central se abren tres ventanas ojivales de madera, flanqueadas por molduras, y sobre ellas se encuentra un rosetón. Sobre las puertas laterales también se abren, otras dos ventanas del mismo estilo, de menor tamaño. La fachada culmina con la forma de un frontón triangular rebajado, con una sencilla cornisa, el cual está coronado por una estatua de su Santidad el Papa Pío IX, quien declaró el Dogma de la Inmaculada Concepción el 8 de diciembre de 1854; y sobre las pilastras, se levantan dos sencillas columnas. Cabe destacar que al lado de la puerta central se encuentra una placa de mármol con un soneto escrito en honor de la Purísima, por parte de Ildefonso Vásquez en 1865, la cual fue grabada por orden del ejecutivo del estado Zulia en 1940.
  - Portada del Baptisterio: Se encuentra al lado derecho de la portada principal, también se compone de dos cuerpos separados en tres calles por pilastras dobles de arcos lobulados y molduras. En el centro se abre una puerta ojival de madera, flanqueada por ventanas ciegas, y sobre este conjunto se levanta una triple moldura triangular, con un pequeño rosetón. A los lados, se abren otras dos ventanas. En el segundo cuerpo se abren cuatro ventanas ciegas, dos en la calle central, y dos en cada una de las laterales, estas últimas rematadas por pequeños rosetones, mientras que las centrales por una escultura de medio bulto que representa el Bautismo del Señor. Las tres calles son rematadas por gabletes sencillos, y el central además, está coronado por una Cruz.